# جميل عزاوي
جميل عزاوي (بالإنجليزية: Jamil Azzaoui)‏  مواليد 17 مايو 1961 في مونتريال، كيبك، هو مغني وعازف قيثارة كندي بدأ مسيرته الفنية عام 1981.

## وصلات خارجية
- الموقع الإلكتروني